# Liostraca integripennis
Liostraca integripennis är en skalbaggsart som beskrevs av Pouillaude 1915. Liostraca integripennis ingår i släktet Liostraca och familjen Cetoniidae. Inga underarter finns listade i Catalogue of Life.